# Campagnola Cremasca
Campagnola Cremasca är en ort och kommun i provinsen Cremona i regionen Lombardiet i Italien. Kommunen hade 676 invånare (2018).